# Imbituba
Imbituba é um município brasileiro, situado no litoral sul do estado de Santa Catarina. De acordo com estimativas do Censos 2022 do IBGE, sua população é de 52.581 habitantes, com uma unidade territorial de 182,9290 km².
Considerada a capital nacional da Baleia-franca, é em Imbituba que se encontra o ponto de origem do datum altimétrico, uma vez que, neste município, o nível médio do mar apresenta menor variação, segundo o marégrafo instalado no porto de Imbituba.

## História

### Período pré-colonial
No litoral Sul de Santa Catarina o registro de ocupação humana é de aproximadamente 6.000 A.P. com a presença dos grupos construtores dos sambaquis que ocuparam vastamente a região (monte de conchas). Mais recentemente, um pouco antes da colonização europeia nas terras brasileiras, por volta de 700 A.P a região recebe os grupos indígenas conhecidos como Tupi-Guarani (grafia com hífen remete a tradição linguística do grupo) que teriam partido da Amazônia seguindo os grandes rios, principalmente os Rios Paraguai e Paraná até a foz do Rio da Prata, daí então se voltando para o litoral sul do Brasil.
Nesse panorama de ocupação regional Imbituba se apresenta como um local de grande potencial arqueológico onde atualmente existem 43 (quarenta e três) sítios arqueológicos mapeados, sendo 42 (quarenta e dois) relacionados a povos pré-coloniais como os sambaquis e Tupi-guarani e 1 (um) relacionado com a ocupação colonial e a prática da caça da baleia. Entre os mais recentes podemos citar o sítio pré-colonial Aldeia Ribanceira I. (Ver também: Sambaquis no Brasil#Em Santa Catarina.)

### Do período colonial até a emancipação político administrativa
Imbituba, localizada no estado de Santa Catarina, Brasil, tem um histórico que remonta ao século XVII. Inicialmente fazia parte da Capitania de São Vicente e pertencia à região de Laguna. O processo de povoamento em Imbituba teve início com a presença de populações indígenas e de naufrágios, além de conflitos entre reinos de Portugal e Espanha e a influência dos moradores de São Vicente.

Em 1738, a Capitania de Santa Catarina foi criada para fins estratégicos político-militares, separando-se da jurisdição de São Paulo e tornando-se subordinada ao Rio de Janeiro. Para aumentar a população de Santa Catarina, a imigração de pessoas das regiões dos Açores e da Madeira foi incentivada durante a segunda metade do século XVIII, ampliando assim o crescimento econômico e demográfico. 

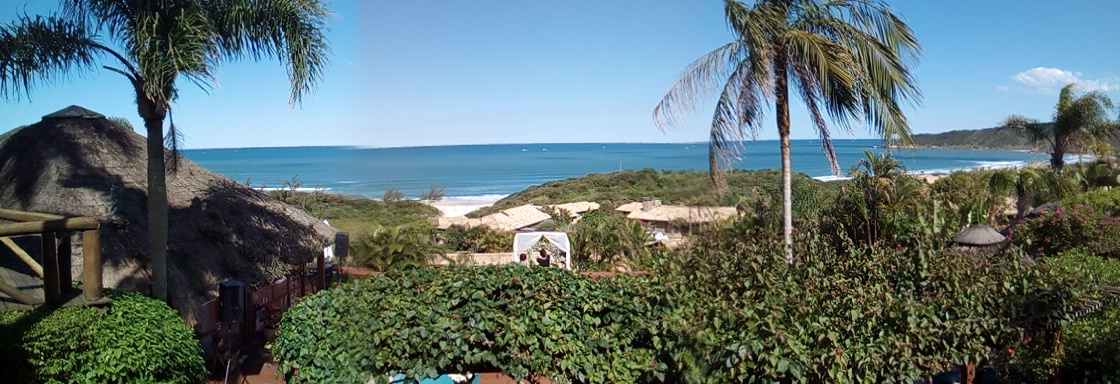
Praia do Rosa, em 2017

Assim foi criada a Freguesia de Santa Ana de Vila Nova em 1753, seguindo-se a fundação da Freguesia de Vila Nova de Santana em 1755. Segundo registos de 1796, a Freguesia tinha uma população de 1.104 indivíduos (915 livres e 194 escravizados), divididos em 242 famílias. Seus limites geográficos e estruturais englobavam áreas que hoje pertencem aos municípios de Imbituba, Imaruí e São Martinho.

### Imbituba a partir do pós-independência de 1822
No século XIX, Vila Nova tornou-se distrito do município de Laguna, e a Freguesia de Mirim foi criada em 1856. A economia de Imbituba nos séculos XVIII e XIX baseava-se principalmente na agricultura, bem como atividades artesanais e nas pescas baleeiras. A força de trabalho para essas atividades dependia fortemente de indivíduos escravizados.
Além disso, com a utilização do porto de Imbituba e a conclusão da estrada de ferro Theresina Cristina em 1884, a região conheceu um desenvolvimento secundário no transporte de carvão e outros recursos durante o final do século XIX.
O Município de Imbituba foi criado em 30 de agosto de 1923, e instalado em 1 de janeiro de 1924, tendo sido eleito o engenheiro Álvaro Monteiro de Barros Catão como intendente municipal, cargo que o possibilitou chefiar o Executivo do município por quase 7 anos. Porém, em 6 de outubro de 1930, pelo decreto do Governador Provisório do Sul do Estado, foi suprimida sua autonomia como município. Por fim, em 21 de junho de 1958 ocorreu a segunda emancipação de Imbituba, onde o município foi instalado em 5 de agosto de 1958 e separou-se oficialmente de Laguna em 6 de outubro de 1959.
Nesse contexto de redemocratização e recuperação da autonomia política, a primeira eleição direta da história de Imbituba para os cargos de chefe do poder executivo municipal (prefeito) e de representante no poder legislativo municipal (vereador) ocorreu em 3 de outubro de 1958 com os eleitos tomando posse no ano seguinte. Neste pleito, acabou Nelson Souza (UDN) sendo eleito prefeito municipal.

#### Armação baleeira
A pesca da baleia foi estabelecida oficialmente no Brasil no século XVII, quando em 1602, Felipe II, Rei da Espanha e Portugal, deu a concessão para o início da captura de baleias francas. No ano de 1796 por determinação do Marquês de Pombal foi instalada a quarta armação baleeira do Brasil localizada em Imbituba.
Na época, a instalação na armação baleeira foi sinônimo de progresso regional. A gordura do animal derretida resultava em tonéis de óleo que eram utilizados como matéria-prima mantenedora da iluminação pública de São Paulo e Rio de Janeiro. A construção civil também se beneficiou dessa prática, já que o óleo também era utilizado como argamassa  para o reboco das edificações construídas naquele período.
A decadência das armações baleeiras tem início quando em 1801, foi assinado um decreto que estipulou o fim dos monopólios e consequente perda dos subsídios do governo imperial para as armações. Entre os anos de 1867 a 1870 a descoberta do petróleo americano com a fabricação do querosene contribuiu ainda mais para esse processo, juntamente com a fabricação do cimento Portland, uma vez que o óleo da baleia que era adicionado à argamassa seria substituído pelo cimento, o que tornaria tudo mais prático.
Contudo, somente no ano de 1973 efetivamente o ciclo de pesca da baleia franca chega ao fim, levando à espécie à beira da extinção. Em 1982 ambientalistas liderados por Ibsen de Gusmão Câmara, redescobriram no Estado de Santa Catarina as últimas baleias francas brasileiras e iniciaram uma ação pela preservação e recuperação da espécie.
Atualmente Imbituba abriga o Projeto Baleia Franca, uma ONG, localizada na Praia de Itapirubá, que tem como objetivo realizar pesquisa e garantir à conservação e proteção a baleia franca.

#### Porto de Imbituba
A história do Porto de Imbituba está diretamente ligada à descoberta do carvão mineral no sul de Santa Catarina. No ano de 1835 a Assembléia Provincial de Santa Catarina encaminhou ao governo imperial um projeto solicitando a abertura de uma companhia para explorar o carvão na região. Assim, atendendo a solicitação da Assembléia em 1837 Santa Catarina oficializou a descoberta do carvão mineral, o que gerou uma grande estruturação política e econômica para a implantação da Estrada de Ferro e do Porto para viabilizar o escoamento do mineral.
No ano de 1876 a exploração das jazidas carboníferas tem início através do capital estrangeiro representado pelas empresas: “The Tubarão Coal Mining Company Limited”, responsável pela extração mineral e pelos estudos de viabilidade para implantação do porto em Imbituba e a “The Donna Thereza Cristina”, que foi a responsável pela construção da estrada de ferro que integrou os municípios de Imbituba, Laguna, Tubarão, Jaguaruna, Criciúma, Lauro Muller, Urussanga e Araranguá .
No ano de 1871 o projeto para a construção do Porto de Imbituba estava em processo, sendo previstos além de uma estrutura básica administrativa, a construção de um quebra-mar com galerias arcadas submersas. Contudo, o projeto precisou ser alterado por determinação do governo, sendo construído apenas um trapiche com 70 metros de extensão na mesma enseada onde arpoavam as baleias .
Em 1894 ocorreu a primeira crise que afetou o Porto de Imbituba, nela foi colocado em dúvida a qualidade do carvão extraído na região. Portanto, para diluir esse evento, políticos locais promoveram um movimento a fim de obter incentivos comerciais, que foram sancionados apenas em 1895. Depois dessa primeira crise a companhia inglesa “The Tubarão Coal Mining Company Limited”, foi vendida para a empresa “Lage & Irmãos” .
A partir de 1889 o Porto de Imbituba já era considerado o principal centro de escoamento de carvão do sul do Brasil. Portanto, apenas no ano de 1919 que a obra de infraestrutura projetada inicialmente foi completamente efetivada dando maior aporte estrutural ao Porto.[carece de fontes?]

## Geografia
O município é dotado de poucas edificações com sua população se dispersando pelos distritos de Mirim, de Vila Nova e da Sede.
O maior bairro, em extensão territorial, é o Penha, com cerca de 35 quilômetros quadrados. Neste mesmo bairro, localiza-se o ponto mais elevado da cidade, o Morro da Penha, com cerca de 520 metros. O menor é o Village, com cerca de 530 metros quadrados.
O bairro mais populoso, é a Nova Brasília, com aproximadamente 4.600 habitantes. O menos populoso, o Arroio do Rosa, com 250 moradores.
Em relação à densidade demográfica, o bairro mais povoado é o Campestre, com 1.650 hab./km². O menos povoado é o Penha, com 10 hab./km².

## Organização político-administrativa
Sendo um município do Brasil, Imbituba é administrada por dois poderes, o executivo e o legislativo, independentes e harmônicos entre si. O primeiro é representado pelo prefeito, auxiliado pelo seu gabinete de secretários e eleito pelo voto popular para um mandato de quatro anos, sendo permitida uma única reeleição para mais um mandato consecutivo, enquanto que o segundo é representado pela Câmara Municipal de Imbituba, órgão colegiado de representação dos munícipes que é composto por vereadores também eleitos por sufrágio universal.
Com a exceção da eleição do engenheiro Álvaro Catão como intendente de Imbituba durante a República Velha na década de 1920, a primeira eleição direta da história da cidade para os cargos de chefe do poder executivo municipal (prefeito), de substituto desse chefe (vice-prefeito) e de representante no poder legislativo municipal (vereador) ocorreu em 3 de outubro de 1958 com os eleitos tomando posse no ano seguinte.
As atuais autoridades que ocupam cargos da organização político-administrativa de Imbituba são as seguintes (data: 29 de maio de 2024):
- Prefeito: Michell Nunes - PL (2025/-)[29]
- Vice-prefeita: Maria Madalena Domingos Nunes - PSD (2025/-)[29]
- Presidente da Câmara: Deivid Rafael Aquino - PL (2023/?)[30]

## Economia
A atividade portuária é um importante vetor de crescimento municipal, através do Porto de Imbituba e SCPar.
No turismo, Imbituba possui praias importantes como a Praia do Rosa, considerada uma das 30 baías mais bonitas do mundo e a Praia da Vila, que além de beleza cênica, formado por ilhas próximas uma das outras e trilhas como a Trilha Ecológica do Farol, possui uma das maiores e melhores ondas do Brasil para a prática do surf, e foi palco principal do campeonato mundial de surf (WCT) entre os anos de 2003 a 2010.

## Esportes
Na década de 2000, Imbituba ganhou notoriedade no cenário esportivo internacional após sua escolha como sede da etapa brasileira do Circuito Mundial de Surfe (WCT), após a competição ser transferida de Saquarema, RJ para Florianópolis, capital do estado, com palco alternativo no município catarinense. Como Florianópolis não apresentou ondas condizentes com o torneio naquele ano e a etapa acabou sendo realizada em Imbituba, nos anos seguintes Imbituba virou a sede oficial da etapa brasileira do WCT até 2010.
A partir de 2011, Imbituba perdeu para a cidade do Rio de Janeiro a sede do WCT porque o retorno financeiro para o evento é muito maior lá.
A cidade também sedia etapas do campeonato brasileiro de Windsurf e do de Kitesurf que são realizadas na Lagoa de Ibiraquera, considerada um dos melhores locais para a prática do esporte no país.
Imbituba também é sede do Imbituba Futebol Clube, equipe de futebol profissional, que atualmente encontra-se na terceira divisão do futebol catarinense, mas nos anos 2010 e 2011 disputou a elite do certame estadual.

## Imbitubenses ilustres
- Jorginho (jogador de futebol da seleção italiana).